# Prémios do Cinema Europeu de 2007
A 20ª Edição dos Prémios do Cinema Europeu (em inglês: 20th European Film Awards) foi apresentada no dia 1 de dezembro de 2007, por Emmanuelle Béart e Jan Josef Liefers. Esta edição ocorreu em Berlim, Alemanha.

## Vencedores e nomeados
A cor de fundo       indica os vencedores.

### Melhor filme
| Filme                         | Título no Brasil            | Título em Portugal          | Diretor/Realizador                | Produção (país)    |
| ----------------------------- | --------------------------- | --------------------------- | --------------------------------- | ------------------ |
| 4 luni, 3 săptămâni şi 2 zile | 4 Meses, 3 Semanas e 2 Dias | 4 Meses, 3 Semanas e 2 Dias | Cristian Mungiu                   | Roménia            |
| Auf der anderen Seite         | Do Outro Lado               | Do Outro Lado               | Fatih Akın                        | Turquia / Alemanha |
| The Last King of Scotland     | O Último Rei da Escócia     | O Último Rei da Escócia     | Kevin Macdonald                   | Reino Unido        |
| La Môme                       | Piaf - Um Hino ao Amor      | La Vie en Rose              | Olivier Dahan                     | França             |
| Persepolis                    | Persepolis                  | Persépolis                  | Vincent Paronnaud Marjane Satrapi | França             |
| The Queen                     | A Rainha                    | A Rainha                    | Stephen Frears                    | Reino Unido        |

### Melhor realizador/diretor
| Realizador/Diretor | Nacionalidade (país) | Filme                         | Título no Brasil            | Título em Portugal          |
| ------------------ | -------------------- | ----------------------------- | --------------------------- | --------------------------- |
| Cristian Mungiu    | Roménia              | 4 luni, 3 săptămâni şi 2 zile | 4 Meses, 3 Semanas e 2 Dias | 4 Meses, 3 Semanas e 2 Dias |
| Fatih Akın         | Alemanha             | Auf der anderen Seite         | Do Outro Lado               | Do Outro Lado               |
| Roy Andersson      | Suécia               | Du levande                    | Vocês, os Vivos             | Tu, que Vives               |
| Stephen Frears     | Reino Unido          | The Queen                     | A Rainha                    | A Rainha                    |
| Kevin Macdonald    | Reino Unido          | The Last King of Scotland     | O Último Rei da Escócia     | O Último Rei da Escócia     |
| Giuseppe Tornatore | Itália               | La sconosciuta                | A Desconhecida              | A Desconhecida              |

### Melhor ator
| Ator            | Nacionalidade (país) | Filme                            | Título no Brasil                     | Título em Portugal                   |
| --------------- | -------------------- | -------------------------------- | ------------------------------------ | ------------------------------------ |
| Sasson Gabai    | Israel               | Bikur Ha-Tizmoret                | A Banda                              | A Visita da Banda                    |
| Elio Germano    | Itália               | Mio fratello è figlio unico      | Meu Irmão É Filho Único              | O Meu Irmão É Filho Único            |
| Miki Manojlović | Sérvia               | Irina Palm                       | Irina Palm                           | Irina Palm                           |
| James McAvoy    | Reino Unido          | The Last King of Scotland        | O Último Rei da Escócia              | O Último Rei da Escócia              |
| Michel Piccoli  | França               | Belle Toujours                   | Sempre Bela                          | Belle Toujours                       |
| Ben Whishaw     | Reino Unido          | Perfume: The Story of a Murderer | Perfume - A História de um Assassino | O Perfume - História de um Assassino |

### Melhor atriz
| Atriz             | Nacionalidade (país) | Filme                         | Título no Brasil            | Título em Portugal          |
| ----------------- | -------------------- | ----------------------------- | --------------------------- | --------------------------- |
| Helen Mirren      | Reino Unido          | The Queen                     | A Rainha                    | A Rainha                    |
| Marion Cotillard  | França               | La môme                       | Piaf - Um Hino ao Amor      | La vie en rose              |
| Marianne Faithful | Reino Unido          | Irina Palm                    | Irina Palm                  | Irina Palm                  |
| Carice van Houten | Países Baixos        | Zwartboek                     | A Espiã                     | Livro Negro                 |
| Anamaria Marinca  | Roménia              | 4 luni, 3 săptămâni şi 2 zile | 4 Meses, 3 Semanas e 2 Dias | 4 Meses, 3 Semanas e 2 Dias |
| Kseniya Rappoport | Rússia               | La sconosciuta                | A Desconhecida              | A Desconhecida              |

### Melhor argumentista/roteirista
| Argumentista/Roteirista | Nacionalidade (país) | Filme                         | Título no Brasil            | Título em Portugal          |
| ----------------------- | -------------------- | ----------------------------- | --------------------------- | --------------------------- |
| Fatih Akın              | Alemanha             | Auf der anderen Seite         | Do Outro Lado               | Do Outro Lado               |
| Eran Kolirin            | Israel               | Bikur Ha-Tizmoret             | A Banda                     | A Visita da Banda           |
| Peter Morgan            | Reino Unido          | The Queen                     | A Rainha                    | A Rainha                    |
| Cristian Mungiu         | Roménia              | 4 luni, 3 săptămâni şi 2 zile | 4 Meses, 3 Semanas e 2 Dias | 4 Meses, 3 Semanas e 2 Dias |

### Melhor diretor de fotografia
| Diretor de fotografia | Nacionalidade (país) | Filme                            | Título no Brasil                     | Título em Portugal                   |
| --------------------- | -------------------- | -------------------------------- | ------------------------------------ | ------------------------------------ |
| Frank Griebe          | Alemanha             | Perfume: The Story of a Murderer | Perfume - A História de um Assassino | O Perfume - História de um Assassino |
| Anthony Dod Mantle    | Reino Unido          | The Last King of Scotland        | O Último Rei da Escócia              | O Último Rei da Escócia              |
| Mikhail Krichman      | Rússia               | Izgnanie                         |                                      |                                      |
| Fabio Zamarion        | Itália               | La sconosciuta                   | A Desconhecida                       | A Desconhecida                       |

### Melhor compositor
| Compositor                             | Nacionalidade (país)            | Filme                            | Título no Brasil                     | Título em Portugal                   |
| -------------------------------------- | ------------------------------- | -------------------------------- | ------------------------------------ | ------------------------------------ |
| Alexandre Desplat                      | França                          | The Queen                        | A Rainha                             | A Rainha                             |
| Alex Heffes                            | Reino Unido                     | The Last King of Scotland        | O Último Rei da Escócia              | O Último Rei da Escócia              |
| Dejan Pejović                          | Sérvia                          | Guča!                            |                                      |                                      |
| Tom Tykwer Johnny Klimek Reinhold Heil | Alemanha · Austrália · Alemanha | Perfume: The Story of a Murderer | Perfume - A História de um Assassino | O Perfume - História de um Assassino |

### Melhor documentário
| Documentário                               | Título no Brasil               | Título em Portugal | Diretor/Realizador | Produção (país)    |
| ------------------------------------------ | ------------------------------ | ------------------ | ------------------ | ------------------ |
| Le papier ne peut pas envelopper la braise |                                |                    | Rithy Panh         | França             |
| Am Limit                                   |                                |                    | Pepe Danquart      | Alemanha / Áustria |
| Belarusian Waltz                           |                                |                    | Andrzej Fidyk      | Noruega            |
| Forever                                    |                                |                    | Heddy Honigmann    | Países Baixos      |
| Heimatklänge                               |                                | Sons da Terra      | Stefan Schwietert  | Suíça / Alemanha   |
| Malon 9 Kohavim                            |                                |                    | Ido Haar           | Israel             |
| Meragel Ha-Shampaniya                      |                                |                    | Nadav Schirman     | Israel / Alemanha  |
| Où est l'amour dans la palmeraie?          |                                |                    | Jérôme Le Maire    | Bélgica            |
| Razvod po albanski                         | Divórcio na Albânia            |                    | Adela Peeva        | Bulgária           |
| The Monastery: Mr. Vig and the Nun         | O Mosteiro: Sr. Vig e a Freira |                    | Rose Grønkjær      | Dinamarca          |

### Filme revelação
| Filme             | Título no Brasil | Título em Portugal | Diretor/Realizador | Produção (país) |
| ----------------- | ---------------- | ------------------ | ------------------ | --------------- |
| Bikur Ha-Tizmoret | A Banda          | A Visita da Banda  | Eran Kolirin       | Israel          |
| Control           | Control          | Control            | Anton Corbijn      | Reino Unido     |
| Gegenüber         |                  |                    | Jan Bonny          | Alemanha        |
| Takva             |                  |                    | Özer Kiziltan      |                 |

### Prémio FIPRESCI
| Filme | Título no Brasil                   | Título em Portugal | Diretor/Realizador | Produção (país) |
| ----- | ---------------------------------- | ------------------ | ------------------ | --------------- |
| Cœurs | Medos Privados em Lugares Públicos | Corações           | Alain Resnais      | França          |

### Melhor curta-metragem
Os nomeados para Melhor Curta-Metragem foram selecionados por um júri independente em vários festivais de cinema por toda a Europa.
| Curta-metragem                   | Diretor/Realizador      | Produção (país)                   | Festival                  |
| -------------------------------- | ----------------------- | --------------------------------- | ------------------------- |
| Alumbramiento                    | Eduardo Chapero-Jackson | Espanha                           | Festival de Veneza        |
| Kwiz                             | Renaud Callebaut        | Bélgica                           | Festival de Gent          |
| Le dîner                         | Cécile Vernant          | França                            | Festival de Valladolid    |
| Adjustment                       | Ian Mackinnon           | Reino Unido                       | Festival de Angers        |
| Amin                             | David Dusa              | França / Alemanha / Países Baixos | Festival de Roterdão      |
| Rotten Apple                     | Ralitza Petrova         | Reino Unido                       | Festival de Berlim        |
| Dreams and Desires - Family Ties | Joanna Quinn            | Reino Unido                       | Festival de Tampere       |
| Dad                              | Daniel Mulloy           | Reino Unido                       | Festival de Cracóvia      |
| Tommy                            | Ole Giæver              | Noruega                           | Festival de Grimstad      |
| Plot Point                       | Nicolas Provost         | Bélgica                           | Festival de Vila do Conde |
| Soft                             | Simon Ellis             | Reino Unido                       | Festival de Edimburgo     |
| Tokyo Jim                        | Jamie Rafn              | Reino Unido                       | Festival de Sarajevo      |
| Salvador                         | Abdelatif Hwidar        | Espanha                           | Festival de Drama         |

### Prémio Eurimages
- Margaret Ménégoz
- Veit Heiduschka

### Prémio de carreira
- Jean-Luc Godard

### Prémio de mérito europeu no Cinema Mundial
- Michael Ballhaus

### Prémio honorário
- Manoel de Oliveira

### Prémio de Excelência
| Pessoa(s)                                         | Atividade       | Filme                            | Título no Brasil                     | Título em Portugal                   |
| ------------------------------------------------- | --------------- | -------------------------------- | ------------------------------------ | ------------------------------------ |
| Uli Hanisch                                       | diretor de arte | Perfume: The Story of a Murderer | Perfume - A História de um Assassino | O Perfume - História de um Assassino |
| Annette Focks Jörg Höhne Robin Pohle Andreas Ruft | sonoplastas     | Vier Minuten                     | Quatro Minutos                       | Quatro Minutos                       |
| Didier Lavergne                                   | caracterizador  | La Môme                          | Piaf - Um Hino ao Amor               | La Vie en Rose                       |
| Francesca Sartori                                 | figurinista     | Alatriste                        |                                      | Capitão Alatriste                    |
| Lucia Zucchetti                                   | montadora       | The Queen                        | A Rainha                             | A Rainha                             |

### Prémio do Público
O vencedor do Prémio Escolha do Público foi escolhido por votação on-line.
| Filme                            | Título no Brasil                     | Título em Portugal                   | Diretor/Realizador | Produção (país)             |
| -------------------------------- | ------------------------------------ | ------------------------------------ | ------------------ | --------------------------- |
| La sconosciuta                   | A Desconhecida                       | A Desconhecida                       | Giuseppe Tornatore | Itália                      |
| 2 Days in Paris                  | 2 Dias em Paris                      | 2 Dias em Paris                      | Julie Delpy        | França / Alemanha           |
| A fost sau n-a fost?             | 12:08 a Leste de Bucareste           | 12:08 a Este de Bucareste            | Corneliu Porumboiu | Roménia                     |
| Alatriste                        |                                      | Capitão Alatriste                    | Agustín Díaz Yanes | Espanha                     |
| Zwartboek                        | A Espiã                              | Livro Negro                          | Paul Verhoeven     | Países Baixos               |
| Obsluhoval jsem anglického krále |                                      | Eu Servi o Rei de Inglaterra         | Jiri Menzel        | Chéquia Predefinição:SLK    |
| The Last King of Scotland        | O Último Rei da Escócia              | O Último Rei da Escócia              | Kevin Macdonald    | Reino Unido                 |
| Perfume: The Story of a Murderer | Perfume - A História de um Assassino | O Perfume - História de um Assassino | Tom Tykwer         | Alemanha / França / Espanha |
| The Queen                        | A Rainha                             | A Rainha                             | Stephen Frears     | Reino Unido                 |
| Reprise                          |                                      |                                      | Joachim Trier      | Noruega                     |
| La Môme                          | Piaf - Um Hino ao Amor               | La Vie en Rose                       | Olivier Dahan      | França                      |

## Netografia
- «Vencedores dos EFA 2007» (em inglês)
- «Nomeados para os EFA 2007» (em inglês)